# Paygospan
Paygospan (auch Patguspan u. Ä., mittelpersisch pāygōspān [Inschriftliche Pahlavi], parthisch 𐭐𐭕𐭉𐭊𐭅𐭎𐭐𐭍 ptykwspn pādhgōspān [Inschriftliche Parthisch], „Statthalter eines Landes oder Bezirks“ (Res Gestae Divi Saporis), aus pāygōs („Provinz“) und -bān („schützend“); altarmenisch պատգոսապան patgosapan; arabisch فاذوسفان fādhūsfān u. Ä.; persisch پاذوسپان pādhūspān u. Ä.) war der Titel eines hohen Ziviladministrators im spätantiken Persien. Der Titel ist bereits unter Schapur I. belegt, die genaue Funktion im frühen Sassanidenreich ist allerdings unklar.
Es ist aufgrund der Quellenlage nicht ganz einfach, die Rolle des Paygospan zu interpretieren; so scheint der Titel auch teilweise militärische Aufgaben umfasst zu haben. Es ist relativ sicher, dass es sich um einen hohen, vom König verliehenen Titel handelte. Es gab wohl zumindest im späten Sassanidenreich vier Paygospans (neben den vier militärischen Oberbefehlshabern, den Spahbeds), die je eine Region des Reichs verwalteten. Eventuell sind im Verlauf der Reformen unter Chosrau I. und in Anlehnung an die Verwaltung des spätrömischen Reiches die militärischen und zivilen Befugnisse entsprechend getrennt worden.

## Bekannte Paygospans
| Name                         | Gebiet | Spahbed     | Großkönig                | Andere Titel                                |
| ---------------------------- | --- | ----------- | ------------------------ | ------------------------------------------- |
| Dadhi, Sohn von Nachirdschan | „Norden“: Adurbadagan, Armenien und dessen Gebiet, Medien, Tabaristan und dessen Gebiet (d. h. Gilan und Dailam) | unbekannt   | Chosrau I.               |                                             |
| Mardanschah                  | Nemroz (Sistan)                                                                                                  | Schahrwaraz | Hormizd IV., Chosrau II. |                                             |
| Schahen                      | Asorestan (sassanidisches Mesopotamien)                                                                          | unbekannt   | Chosrau II.              | Marzban von Armenien                        |
| unbekannt („al-Fadhusfan“)   | Spahan | unbekannt   | Yazdegerd III.           | Ostandar, Marzban von Spahan, König (Malik) |